# Cucumaria lubrica
Cucumaria lubrica är en sjögurkeart som beskrevs av Hubert Lyman Clark 1901. Cucumaria lubrica ingår i släktet Cucumaria och familjen korvsjögurkor. Inga underarter finns listade i Catalogue of Life.